# Abu Zacaria Iáia
Abu Zacaria Iáia ibne Hafes (em árabe: أبو زكريا يحيى بن حفص; romaniz.: Abu Zakaria Iahia ibn Hafs; m. 1249) foi o fundador do Reino Haféssida da Ifríquia e seu primeiro emir, governando de 1228 até 1249. Inicialmente serviu brevemente como governador da Ifríquia em nome dos califas do Califado Almóada de Marraquexe, mas logo emancipa-se no contexto das guerras entre os pretendentes ao trono almóada. Nos anos que se seguem, consolidou sua posição realizando várias campanhas militares e em 1236/37 incorpora seu nome na cunhagem e adota um dos títulos califais.

## Vida

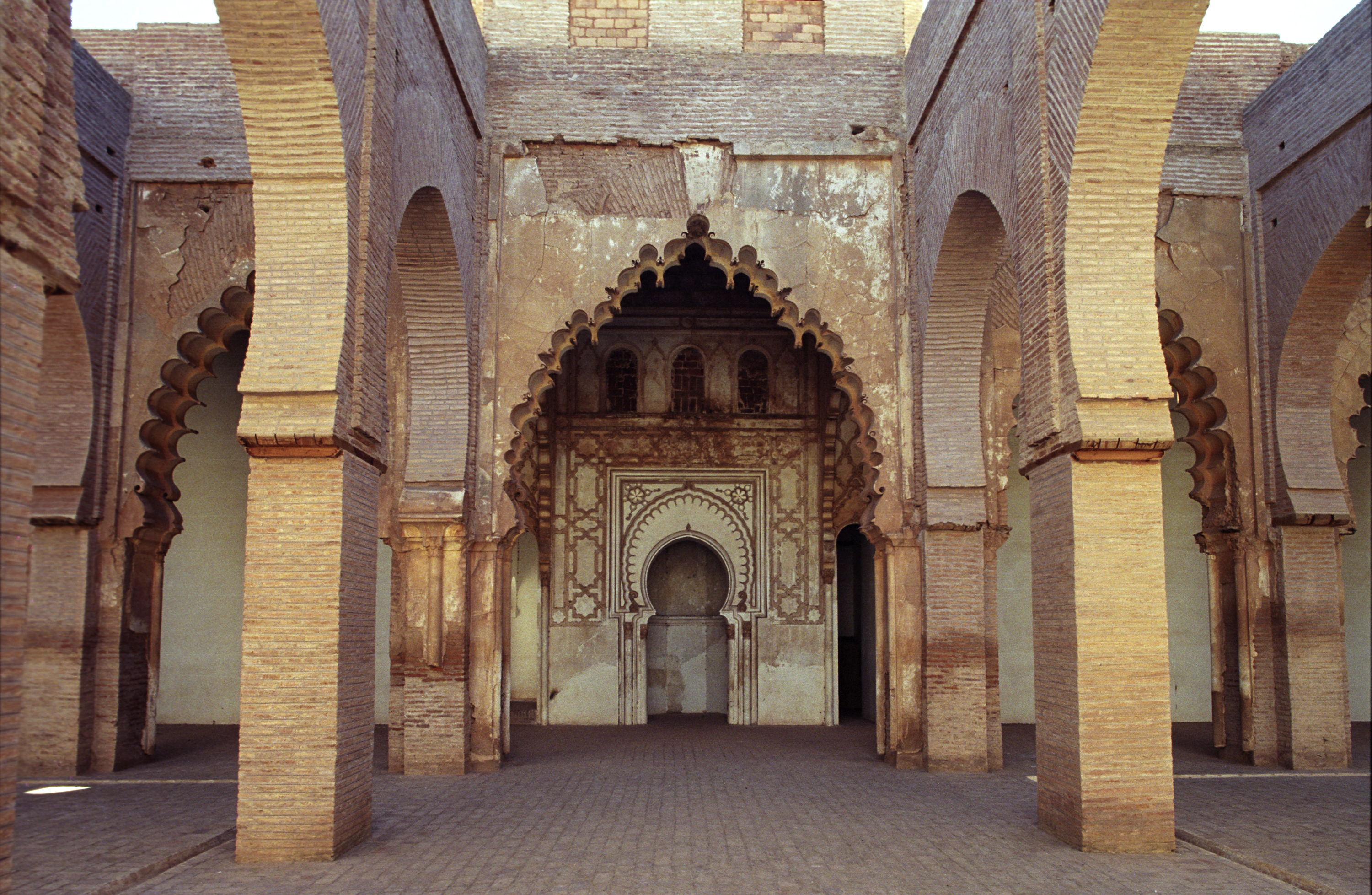
Mesquita de Tinmel

Iáia era filho de Abu Maomé Abde Aluaide, o governador haféssida da Ifríquia em nome do Califado Almóada. Em 1226, o califa Abu Maomé Aladil (r. 1224–1227), em resposta ao crescente descontentamento dos ifríquios pela nomeação de Abu Zaíde Abederramão, nomeia Abu Maomé Abedalá, irmão de Iáia, como governador. Ele chegou em Túnis, capital da Ifríquia, em novembro, mas Iáia chegou antes dele e começou a pacificar as tribos locais. Em setembro de 1227, Idris Almamune, irmão de Aladil e governador do Alandalus em seu nome, decidiu se rebelar e se declarar califa. No caos que se seguiu, Iáia se aliou ao rebelde, enquanto seu irmão manteve-se leal a Aladil.
Na guerra que se seguiu entre Almamune e o sucessor de Aladil, Iáia Almotácime (r. 1227–1229), o primeiro expulsou o último da capital Marraquexe, alterou a doutrina almóada e massacrou muitos oficiais e notáveis, sobretudo de Tinmel e Hintata, da qual Iáia pertencia. Discordando das decisões de Almamune, Iáia convenceu os almóadas ifríquios, que também discordavam do califa, a depor seu irmão e reconhecê-lo como emir contra a autoridade de Marraquexe. As mudanças religiosas encabeçadas por Almamune provavelmente tinham como finalidade obter o apoio dos andalusinos contra seu rival, mas tiveram como revés a ruptura da plataforma ideológica do Califado Almóada, permitindo aos haféssidas emanciparem-se como sob alegação de serem os verdadeiros almóadas.
Em 1229, sob pretensão de defender a pureza da tradição almóada, que reclamou estar minada, Iáia omitiu o nome de Almamune da cunhagem, ao mesmo tempo que, por alguns meses, reconheceu a autoridade de Almotácime antes de remover seu nome. Ainda no mesmo ano, Iáia incorporou seu nome na cunhagem logo abaixo do nome do Mádi ibne Tumarte, como era hábito entre os califas almóadas. Em 1230, conquistou Constantina e Bugia, garantindo o controle sobre toda a Ifríquia, e em 1234 livrou a Tripolitânia e o campo ao sul de Constantina das investidas do rebelde Iáia ibne Gania. Em 1235, conquistou Argel e o vale do rio Chelife e encorajou a expansão dos soleimitas (Cuube e Mirdas) quando empurraram os Banu Ria (dauauitas). Em 1236/37, assumiu o título califal de miralmuminim e logo em seguida os chefes de várias cidades do Alandalus, inclusive os nacéridas de Granada, reconheceram sua suserania na esperança de obter apoio militar contra os cristãos. Em 1238, subjugou os berberes huaras da fronteira argelino-tunisiana e enviou 18 navios para ajudar a defender Valência contra os aragoneses, pois era importante aos haféssidas como fonte de madeira que precisaram à frota. Com a subsequente conquista aragonesa, Iáia não mais envolveu-se nos assuntos do Alandalus.

Reino Haféssida

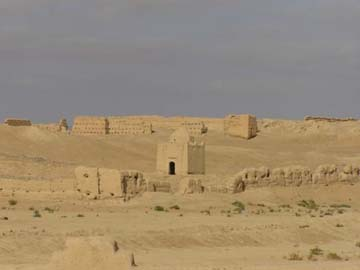
Ruínas de Sijilmassa

Para Jamil M. Abun-Nasr, em vez de preocupar-se com a guerra entre cristãos e muçulmanos, procurou substanciar sua reivindicação de herdeiro da autoridade almóada ao estender seu poder sobre o Magrebe. Dois poderosos chefes da Argélia Ocidental, Abde Alcaui dos Banu Tujine e Alabás ibne Mandil dos magrauas, submeteram-se a ele e em 1242, quando Iáia foi vítima de um complô do ziânida Iaguemoracém ibne Zaiane, marchou contra Tremecém com ajuda deles. A cidade foi tomada em julho e entregue ao almóada Abedalá Aluaide II (r. 1232–1242) em troca de sua submissão à autoridade de Iáia. Em seu retorno, concedeu aos chefes das tribos dos Banu Tujine o controle sobre seus territórios respectivos, criando assim, no Magrebe Central, alguns pequenos Estados vassalos capazes de garantir a segurança. Em 1244, o sultão merínida Abu Iáia Abu Becre (r. 1244–1258) conquistou Mequinez do Califado Almóada e ordenou que o sermão orado na mesquita local fosse feito em nome de Abu Zacaria Iáia. Seu reconhecimento do soberano de Túnis como califa fazia com que, formalmente, os merínidas fossem rivais políticas dos almóadas daquele ponto em diante. Desde então, os merínidas formalmente prosseguiram com suas conquistas a pretexto de estarem fazendo em nome de Iáia e seus sucessores. Na mesma época, Sijilmassa e Ceuta também reconheceram a suserania dele. Iáia faleceu em 1249 e foi sucedido por seu filho Maomé I Almostancir (r. 1249–1278). Sua morte pode estar ligada à revolta pró-almóada que eclodiu em Fez em nome do califa Abu Hafes Omar Almortada (r. 1248–1266) e teve assistência de Iaguemoracém. Abu Iáia Abu Becre agiu rapidamente contra os insurgentes, que foram brutalmente suprimidos e derrotou os ziânidas.
Iáia sustentou a tradição almóada em sua administração civil e militar e em sua capital realizou várias construções: almocelas, socos, a Mesquita da Casbá e madraças (as mais antigas da região). O maliquismo foi interferido pelo almoadismo oficial, nem o misticismo foi associado com Adamani, Abedalazize Almadaui, Cide Abuçaíde, Alboácem Axadili e Aixa Almanubia. Além disso, com o fim de suas campanhas militares e a segurança estabelecida, houve um acelerado crescimento econômica e floresceu o comércio com a Provença, Languedoque e as repúblicas italianas, com as quais assinou acordos. Em 1239, as relações com a Sicília estreitaram, pois aceitou pagar tributo anual em troca do direito de comércio marítimo e liberdade de importar o trigo siciliano. À época, laços de amizade foram firmados entre Túnis e os aragoneses e comunidades de comerciantes cristãos (hispânicos, provençais e italianos) assentarem-se nos portos, sobretudo em Túnis, com seus funduques e cônsules. Nesse começo do século XIII, muitos muçulmanos andalusinos, artesãos, homens de letras, etc. emigraram à Ifríquia haféssida e em pouco tempo constituiu poderoso corpo andalusino ao lado da casta almóada na capital.